# 隆若 (科多尔省)
隆若（法語：Longeault，法語發音：[lɔ̃ʒo]）是法国科多尔省的一个旧市镇，位于该省东部，属于第戎区。2019年，隆若与市镇普吕沃合并为新市镇隆若-普吕沃，隆若为新市镇行政中心。

## 地理
隆若（47°13'19"N, 5°15'14"E）面积1.24 平方千米，位于法国勃艮第-弗朗什-孔泰大區科多尔省，该省份为法国中东部省份，北起奥布省，西接涅夫勒省和约讷省，南至索恩-卢瓦尔省，东南接汝拉省，东临上索恩省，东北部与上马恩省接壤。
与隆若接壤的市镇（或旧市镇、城区）包括：贝尔堡、普吕沃、科隆日-莱普勒米耶尔、让利斯。

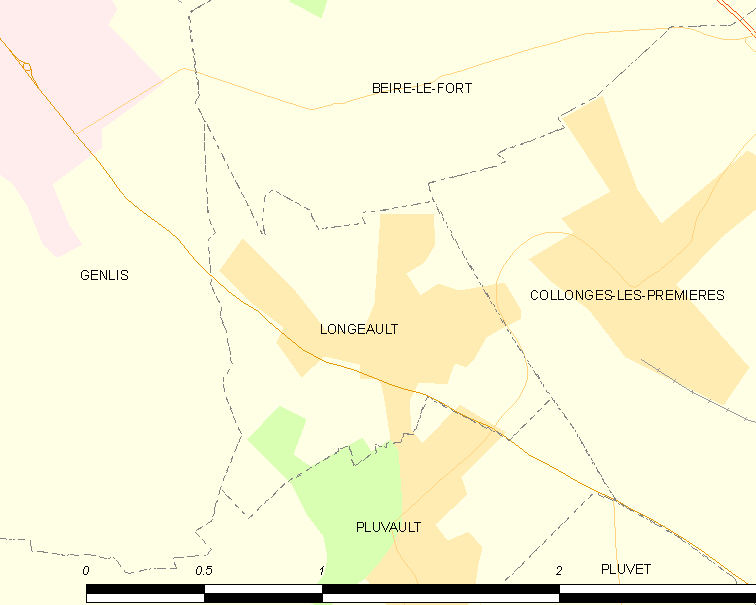
的OSM定位图

隆若的时区为UTC+01:00、UTC+02:00（夏令时）。

## 行政
隆若的邮政编码为21110，INSEE市镇编码为21352。

## 政治
隆若所属的省级选区为让利斯县。

## 人口

1962-2008年间人口变化图示

隆若于2018年1月1日时的人口数量为585人。